# La Liste gagnante
La Liste gagnante est un jeu télévisé français diffusé sur France 3 du 27 juillet 2009 au 23 octobre 2009 et présenté par Patrice Laffont.
La musique originale  de l'émission a été composé par  Gérard Pullicino.

## Principe
Adapté de l'émission anglaise, The Rich List, les deux équipes de deux candidats, qui ne se connaissent pas, doivent former la plus longue liste de bonnes réponses à partir d'un thème donné par l'animateur, tel que par exemple Les films avec Brigitte Bardot, ou encore Les Médaillés d'Or français aux Jeux olympiques d'hiver,.

## Déroulement du jeu
- Si vous ne connaissez pas le sujet, laissez ce bandeau (vous pouvez alors contacter les auteurs).
- Si vous supprimez le contenu mis en cause (vous pouvez préalablement contacter les auteurs),

argumentez précisément cette suppression dans la page de discussion
(un manque de référence n'est pas un argument ; une recherche réelle de référence doit avoir été effectuée, être formellement documentée).

### Les manches de qualification
Les équipes sont placées dans deux cabines. L'animateur donne le thème sur lequel elles doivent jouer et coupe le son de l'une des deux cabines afin qui les candidats se trouvant à l'intérieur puissent réfléchir sans entendre la réflexion de l'autre équipe, qui doit pronostiquer le nombre d'éléments de la liste qu'elle peut donner. L'animateur coupe le son aux candidats qui ont donné leur enchère, rétablit le son pour les autres et deux cas de figure se présentent :
- l'équipe surenchérit, auquel cas l'animateur retourne vers l'autre équipe et lui demande si elle souhaite à nouveau surenchérir ;
- l'équipe laisse la main, auquel cas l'animateur rétablit le son dans les deux cabines, et demande à l'équipe ayant donné l'enchère la plus forte de construire leur liste. Si l'équipe remplit son contrat, elle marque un point. Mais à la moindre erreur de sa part, le point va à l'équipe adverse.

Jusqu'au 18 septembre 2009, les deux premières listes valent 1 point et la troisième 2 points.
À partir du 21 septembre 2009, il y a trois listes dans la manche de qualification : la première liste vaut un point, la deuxième vaut deux points et la troisième vaut trois points. L'équipe marquant le plus de points va en finale. Dans la pratique ce changement de barème n'avait aucune conséquence sur le jeu, la valeur de la troisième liste étant toujours égale à l'addition des deux premières.

### La liste décisive
En cas d'égalité, un autre thème est donné aux deux équipes. Les équipes proposent une réponse chacune à leur tour et la première équipe qui donne une bonne réponse précédant ou suivant une mauvaise réponse de l'autre équipe remporte une place en finale et est assurée de revenir pour la prochaine émission (c'est le principe de la mort subite).

### La liste finale
Un nouveau thème est proposé, et l'équipe finaliste doit donner jusqu'à quinze éléments de la liste correspondante. Lorsque l'équipe donne trois bonnes réponses, elle atteint un palier, chaque palier correspondant à une somme d'argent. L'animateur demande alors aux candidats s'ils souhaitent tenter le palier suivant sachant qu'ils perdent tout à la moindre erreur.
Comme l'équipe finaliste revient lors de la prochaine émission, ses gains peuvent être illimités.

## Production
L'émission est produite par Nagui grâce à sa société de production Air Productions, et réalisé alternativement par Tristan Carné, Richard Valverde, Nicolas Druet, et  Pascal Rétif et produit par Annick Lizé.
Patrice Laffont a été prévenu par Nagui, qui l'avait mis en première place dans la liste des animateurs de l'émission. Ensuite, il fallait convaincre France Télévision, qui a accepté,.

## Audiences
En France, l'émission est en même temps que les journaux télévisés de TF1 et de France 2 du lundi au vendredi de 13 h à 13 h 35. Ainsi pour son premier jour, le 27 juillet 2009, l'émission a fait une part d'audience de 5,1 %, soit 640 000 téléspectateurs. L'émission fait à l'identique que ces prédécesseurs, qui n'ont pas percé sur cette chaîne à cette heure. En moyenne, le jeu observe 4,2 % de part de marché. Pour rester maintenu, le jeu devait doubler ses audiences d'ici octobre. N'ayant pas attirée suffisamment de téléspectateurs, la dernière émission de La Liste gagnante a été diffusée le 23 octobre 2009 et elle a été remplacée par Côté Cuisine à partir du 26 octobre 2009.
En Grande-Bretagne, en Allemagne, en Espagne, en Australie, en Argentine et aux États-Unis, où le concept de l'émission est également produit, le jeu est un succès,.